# 唐中东
唐中东（1968年10月—），男，江苏人，中华人民共和国外交官，曾任中华人民共和国驻约翰内斯堡总领事，现任中华人民共和国驻毛里塔尼亚伊斯兰共和国特命全权大使。

## 生平
唐中东曾任中国港湾工程有限责任公司牙买加区域管理中心总经理、美洲区域公司总经理、中国港湾公司副总经理。2016年，任驻南非大使馆政治参赞。2019年10月，出任中华人民共和国驻约翰内斯堡总领事。2023年9月，自驻约翰内斯堡总领事离任。2024年12月，出任中华人民共和国驻毛里塔尼亚大使。